# Rezerwat przyrody Buki Sudeckie
Rezerwat przyrody Buki Sudeckie – leśny rezerwat przyrody położony w Sudetach Zachodnich w paśmie Gór Kaczawskich, między Mysłowem a Lipą, na terenie gminy Bolków.

## Położenie
Rezerwat położony jest w północnej części Grzbietu Wschodniego Gór Kaczawskich, pomiędzy miejscowościami Mysłów, Lipa i Nowe Rochowice, na zachód od Bolkowa. Wokół rezerwatu przeważają pola uprawne i łąki, tylko na południowym zachodzie lasy ciągną się w stronę Mysłowa i góry Lubrzy.
Według podziału geobotanicznego Polski Szafera (1972) rezerwat leży w Podokręgu Izersko-Karkonoskim, Okręgu Sudety Zachodnie, Dziale Sudety, Podprowincji Hercyńsko-Sudeckej, Prowincji Górskiej, Obszarze Euro-Syberyjskim oraz Państwie Holarktyda.

## Opis
Zajmuje powierzchnię 174,42 ha. Obejmuje północne zbocza Rakarni oraz wschodnie i północne Głogowca. Najwyżej położony punkt (w części południowej) ma 548,1 m n.p.m., a najniżej (w części północnej) – 430 m n.p.m. Przepływają przez niego Świękatka oraz bezimienny potok z niewielkimi dopływami. Wyższe części potoków tworzą głębokie jary, niższe meandrują w szerokich dolinkach. W pobliżu potoków tworzą się rozlewiska. Miejsca podmokłe są również poniżej źródlisk oraz wysięków. Ze wschodu na zachód przecina go szosa z Wrocławia do Jeleniej Góry.
Obszar rezerwatu podlega ochronie czynnej.

## Budowa geologiczna
Obszar rezerwatu zbudowany jest ze skał metamorficznych należących do metamorfiku kaczawskiego: zieleńców, wapieni krystalicznych (wapieni wojcieszowskich), łupków radzimowickich, porfiroidów, łupków serycytowych, łupków serycytowo-chlorytowych. W południowej części sterczą niewielkie skałki, a pod nimi znajdują się rumowiska skalne. Starsze skały są częściowo przykryte glinami deluwialnymi oraz osadami rzecznymi, takimi jak żwiry, piaski i mułki (mady).

## Roślinność
Rezerwat porasta sudecki las bukowy oraz łęg jesionowy w dolinie Świękatki.
Drzewostan żyznej buczyny sudeckiej ma około 110–130 lat, miejscami podzespół z czosnkiem niedźwiedzim Dentario enneaphyllidis-Fagetum allietosum. Występują w nim: dominujący buk, jawor, ponadto: lipa szerokolistna, brzoza brodawkowata, jesion, lipa, pojedynczo dąb szypułkowy i świerk. W warstwie krzewów rosną: leszczyna, porost buka, lipy, jaworu i jarzębina. W runie leśnym występują: przytulia wonna (marzanka wonna), żywiec dziewięciolistny, żywiec cebulkowy (żywiec bulwkowaty), szczyr trwały, lilia złotogłów, kopytnik pospolity, zawilec gajowy, ponadto szczawik zajęczy i starzec Fuchsa. W miejscach bardziej wilgotnych wczesną wiosną dominuje czosnek niedźwiedzi.
Drzewostan lasu łęgowego ma około 80–100 lat. Dominują: jesion i jawor, a ponadto występują lipa, klon, buk, dąb, olcha, pojedynczo brzoza i świerk. W warstwie krzewów pospolicie występuje leszczyna, a gdzieniegdzie głóg. W warstwie runa dominują starzec Fuchsa, czyściec leśny, niekiedy pokrzywa i niecierpek pospolity oraz kopytnik i zawilec. Ponadto występują: jaskier kosmaty (jaskier wielkokwiatowy), kostrzewa olbrzymia, szczyr, podagrycznik i kuklik pospolity.
Niewielkie powierzchnie zajmuje zespół łąk rajgrasowych z zimowitem jesiennym.
Na terenie rezerwatu stwierdzono występowanie 284 gatunków roślin naczyniowych, w tym 18 gatunków chronionych, a 11 z nich objętych ochroną ścisłą oraz szereg roślin rzadkich. Do roślin podlegających ochronie ścisłej należą: bluszcz pospolity, buławnik mieczolistny, goryczuszka orzęsiona, kruszczyk szerokolistny, lilia złotogłów, listera jajowata, pokrzyk wilcza jagoda, sromotnik bezwstydny, storczyk plamisty, wawrzynek wilczełyko oraz zimowit jesienny. Ochronie częściowej podlegają: kalina koralowa, konwalia majowa, kopytnik pospolity, kruszyna pospolita, marzanka wonna, paprotka zwyczajnai pierwiosnek wyniosły.
Ponadto występują tu takie rośliny chronione jak: śnieżyczka przebiśnieg.

## Ptaki
Wśród ptaków dominują: zięba, rudzik, kapturka i sikora bogatka. W buczynie dochodzi do nich grubodziób, a w lesie łęgowym szpak.